# Finale del campionato europeo maschile di calcio 1968
La finale del campionato europeo di calcio 1968 si è disputata l'8 e il 10 giugno 1968 allo Stadio Olimpico di Roma tra le nazionali di Italia e di Jugoslavia. L'atto conclusivo della manifestazione ha visto prevalere l'Italia, che ha battuto per 2-0 la Jugoslavia nella ripetizione della finale disputata due giorni prima e terminata in pareggio per 1-1 dopo i tempi supplementari. Per l'Italia si è trattato del primo successo nella competizione.

## Le squadre
| Squadre    | Finali disputate in precedenza (il grassetto indica la vittoria) |
| ---------- | ---------------------------------------------------------------- |
| Italia     | Nessuna                                                          |
| Jugoslavia | 1 (1960)                                                         |

## Antefatti

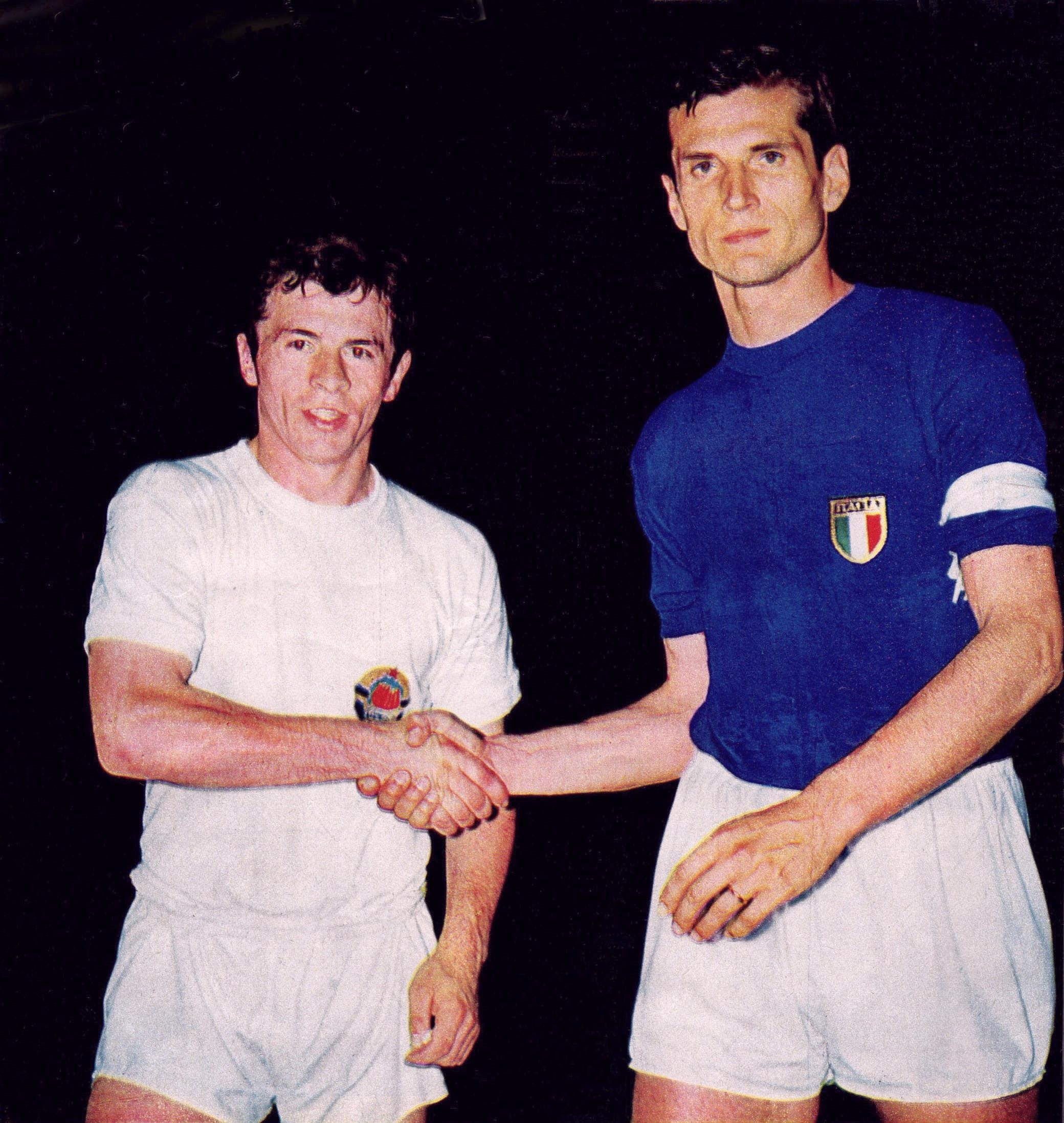
Da sinistra: il centrocampista jugoslavo Ilija Petković e il terzino italiano Facchetti.

L'Italia di Ferruccio Valcareggi dominò il gruppo 6 di qualificazione, con cinque vittorie e un pareggio, a scapito di Cipro, Romania e Svizzera, e ottenne il pass per i quarti di finale contro la Bulgaria. All'andata del 6 aprile 1968 svoltasi allo Stadio nazionale Vasil Levski a Sofia, a soli 11 minuti dal fischio d'inizio, Nikola Kotkov segnò il rigore che portò in vantaggio i balcanici orientali i quali, nonostante un autogol di Dimităr Penev su respinta al quarto d'ora nella ripresa, tornarono in vantaggio con il gol di Dinko Dermendžiev da un calcio d'angolo (in cui Albertosi si infortunò dovendo essere sostituito da Lido Vieri), e lo ampliarono con la rete di Petăr Žekov, che superò Vieri al 73'; dieci minuti dopo quel gol, Piero Prati fece il suo debutto e segnò il gol che fissò il risultato sul 3-2 mantenendo ancora aperta la qualificazione nella partita di ritorno del 20 aprile, giocata allo Stadio San Paolo a Napoli. Tale incontro segnò la rivalsa azzurra di fronte a 95 000 spettatori: al quarto d'ora del primo tempo, Prati centrò il gol del vantaggio con uno spettacolare colpo di testa ravvicinato a pelo d'erba e, al decimo della ripresa, il suo connazionale dell'Inter Angelo Domenghini segnò il gol del raddoppio, portando a 4-3 il risultato aggregato che consentì agli Azzurri di raggiungere le semifinali.
La Jugoslavia fu invece inserita nel Gruppo 4 delle qualificazioni insieme ad Albania e Germania Ovest: vinse tre partite e perse la quarta, contro la Germania Ovest, ma riuscì a qualificarsi come prima per merito dell'incredibile 0-0 tra le altre due concorrenti. Qualificatasi di conseguenza ai quarti di finale, la Jugoslavia disputò una partita ad andata e ritorno contro la Francia. L'andata si tenne il 6 aprile allo Stadio Vélodrome di Marsiglia e la Jugoslavia dovette faticare in quanto molti suoi giocatori erano impegnati a disputare il campionato nazionale. Nel primo tempo, il translapino Fleury Di Nallo si avvicinò al gol ma il tiro colpì la traversa. A cavallo del secondo tempo, Dragan Džajić subì fallo da Jean Baeza e, sul successivo calcio di punizione, Vahidin Musemić colpì di testa e insaccò in rete. Di Nallo superò poi la difesa jugoslava e, con un tiro che spiazzò il portiere Ilija Pantelić, segnò il gol del pareggio. Con l'andata finita 1-1, la Jugoslavia ospitò 18 giorni dopo gli avversari allo Stadio Partizan di Belgrado. A soli due minuti dal fischio d'inizio, Ilija Petković ricevette il cross di Džajić e segnò il gol di testa dell'1-0 jugoslavo; il vantaggio fu poi incrementato con Musemić che segnò raccogliendo una respinta al 13'; il minuto successivo Džajić segnò il terzo gol. Seguirono quindi la seconda rete di Petković e il gol transalpino di Di Nallo, e poi, al 79', Musemić raccolse un cross di Džajić e segnò una seconda volta, portando il punteggio del ritorno sul 5-1 e quello complessivo sul 6-2.

## Cammino verso la finale
Al San Paolo di Napoli, il 5 giugno gli Azzurri affrontarono in semifinale l'Unione Sovietica (nazionale campione della prima edizione degli Europei) sotto una pioggia scrosciante. Tra le prime occasioni, vi fu un rigore negato ai sovietici dopo che la palla aveva colpito la mano di Antonio Juliano; Zoff parò poi il tiro di Al'bert Šesternëv. Nella ripresa, Anatoliy Banishevskiy impattò un cross basso di Byshovets mandando il tiro a lato della porta italiana. Mazzola venne poi atterrato da Volodymyr Kaplychnyi ma all'Italia non fu concesso alcun rigore e Zoff fu costretto a una parata in controtempo sul tiro di Aleksandr Lenyov. Finiti i tempi regolamentari a porte inviolate, i supplementari iniziarono con il portiere sovietico Yuri Pshenichnikov che parò su Facchetti e Prati, mentre un tiro di Domenghini colpì il palo. Al triplice fischio dell'arbitro, il risultato fu deciso col lancio della monetina negli spogliatoi: Facchetti scelse testa e il lancio decretò la vittoria dell'Italia i cui giocatori tornarono in campo per festeggiare con i tifosi la loro prima finale agli Europei.
La semifinale del 5 giugno allo Stadio Comunale di Firenze vide la Jugoslavia affrontare l'Inghilterra, campione del mondo di due anni prima, e fu contrassegnata da una condotta estremamente fallosa delle due squadre, con l'arbitro iberico Ortiz de Mendíbil che fischiò ben 49 falli. Hunter commise fallo su Osim nel primo tempo, provocando un infortunio a quest’ultimo, mentre Mullery colpì Džajić da dietro. Alan Ball Jr. colpì la traversa dopo la mezz'ora, mentre il tiro di Bobby Charlton andò alto poco prima dell'intervallo. La ripresa fu caratterizzata anch'essa da una moltitudine di falli a scapito delle occasioni da gol. A soli due minuti dalla fine, la Jugoslavia passò in vantaggio con il tiro di Džajić che spiazzò il portiere britannico Gordon Banks. Mullery diede poi un calcio a Dobrivoje Trivić e fu così espulso, divenendo il primo calciatore espulso nella fase finale di un Europeo e il primo inglese espulso in una competizione internazionale. Al triplice fischio, gli jugoslavi poterono festeggiare l'accesso alla loro seconda finale in un Europeo, dopo quella del 1960 persa contro l'Unione Sovietica.

### Tabella riassuntiva del percorso
Note: In ogni risultato sottostante, il punteggio della finalista è menzionato per primo.
| Italia           | Italia    | Italia    | Italia    | Turno                       | Jugoslavia  | Jugoslavia | Jugoslavia | Jugoslavia |
| ---------------- | --------- | --------- | --------- | --------------------------- | ----------- | ---------- | ---------- | ---------- |
| Avversario       | Risultato | Risultato | Risultato | Fase a eliminazione diretta | Avversario  | Risultato  | Risultato  | Risultato  |
| Unione Sovietica | 0-0 (dts) | 0-0 (dts) | 0-0 (dts) | Semifinali                  | Inghilterra | 1-0        | 1-0        | 1-0        |

## Svolgimento della finale
La finale si giocò l'8 giugno 1968 di fronte a 68,817 spettatori. Tra le prime occasioni, Giorgio Ferrini tirò dalla lunga distanza, ma la palla fu spazzata dalla difesa jugoslava. Prati poi, dopo un'incursione lungo il lato sinistro del campo, concluse fuori. Successivamente fu Domenghini a impattare la palla con la coscia spedendo a lato della porta jugoslava. Sei minuti prima dell'intervallo, Džajić portò in vantaggio la sua nazionale. Nella ripresa, al 50' Džajić tentò la doppietta ma Zoff salvò sul primo palo. Juliano aveva poi un’occasione di testa su corner di Giovanni Lodetti ma la palla venne spazzata da Mirsad Fazlagić. Zoff respinse un cross basso di Džajić servendo involontariamente Musemić che scelse però di passare invece di tirare a porta vuota. A dieci minuti dalla fine, Lodetti subì un fallo al limite dell'area di rigore jugoslava per mano di Blagoje Paunović; la conseguente punizione di destro di Domenghini superò la barriera e, lasciando immobile il portiere jugoslavo Pantelić, si insaccò regalando all’Italia il gol del pareggio. I tempi supplementari non apportarono modifiche al risultato e la parità finale, secondo regolamento, imponeva la ripetizione della partita.

### Tabellino
| Arbitro: | Gottfried Dienst |

|                |           |            |
| Domenghini 80’ | Marcatori | 39’ Džajić |

| Italia | Jugoslavia |

|                      |    |                    |  |
|                      |    |                    |  |
| P                    | 22 | Dino Zoff          |  |
| D                    | 5  | Tarcisio Burgnich  |  |
| D                    | 7  | Ernesto Castano    |  |
| D                    | 10 | Giacinto Facchetti |  |
| D                    | 12 | Aristide Guarneri  |  |
| C                    | 11 | Giorgio Ferrini    |  |
| C                    | 13 | Antonio Juliano    |  |
| C                    | 14 | Giovanni Lodetti   |  |
| A                    | 2  | Pietro Anastasi    |  |
| A                    | 9  | Angelo Domenghini  |  |
| A                    | 16 | Pierino Prati      |  |
| Allenatore:          |    |                    |  |
| Ferruccio Valcareggi |    |                    |  |

|             |    |                   |  |
|             |    |                   |  |
| P           | 1  | Ilija Pantelić    |  |
| D           | 2  | Mirsad Fazlagić   |  |
| D           | 5  | Blagoje Paunović  |  |
| D           | 6  | Dragan Holcer     |  |
| D           | 3  | Milan Damjanović  |  |
| C           | 21 | Dobrivoje Trivić  |  |
| C           | 15 | Miroslav Pavlović |  |
| C           | 16 | Jovan Aćimović    |  |
| A           | 7  | Ilija Petković    |  |
| A           | 9  | Vahidin Musemić   |  |
| A           | 11 | Dragan Džajić     |  |
| Allenatore: |    |                   |  |
| Rajko Mitić |    |                   |  |

## Svolgimento della ripetizione

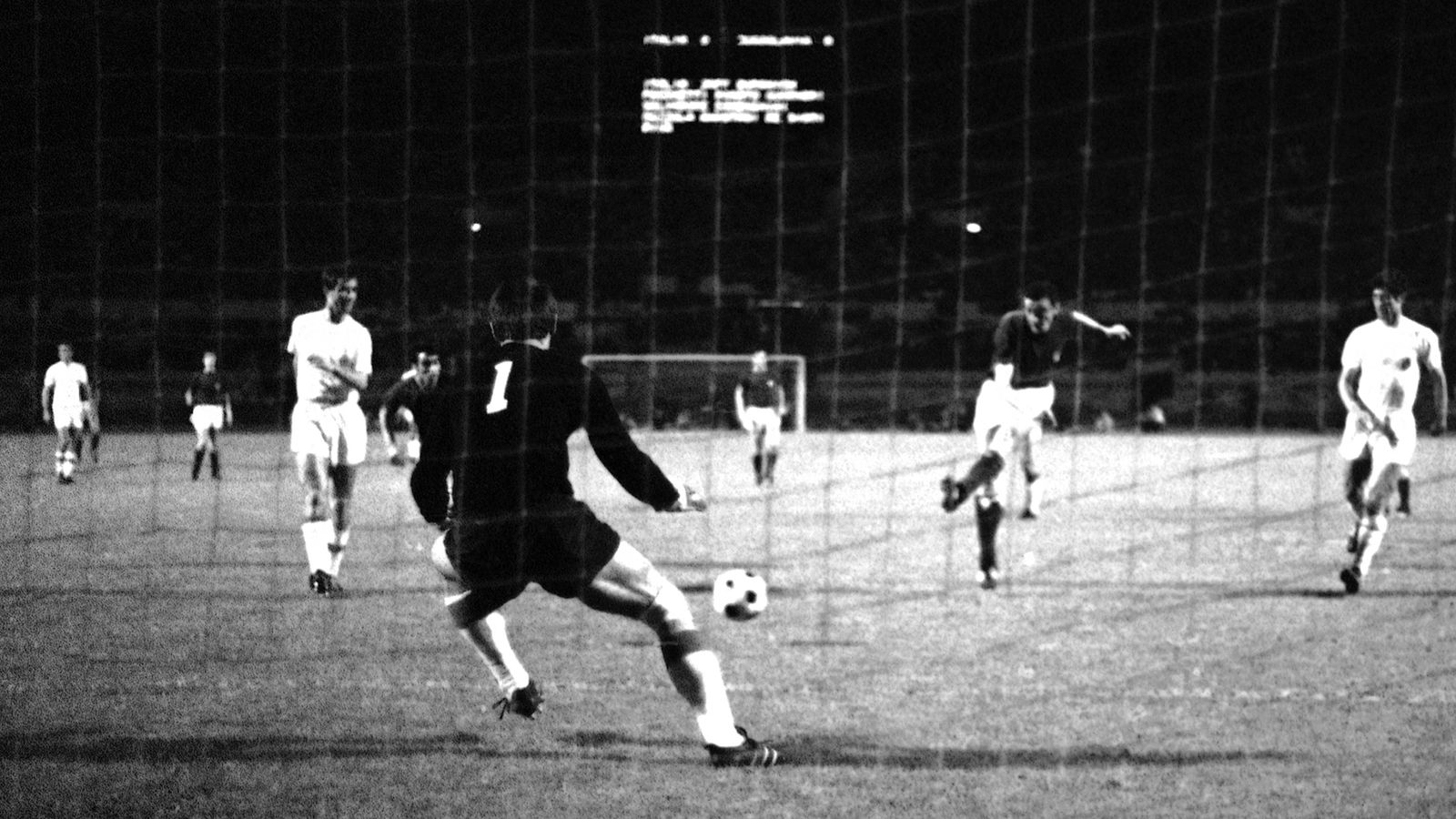
Il gol di Gigi Riva che sblocca la finale

Come la prima finale, la ripetizione si tenne allo Stadio Olimpico di Roma, due giorni dopo e, stavolta, di fronte a 32 866 spettatori. Al 12' Riva prese possesso di una palla vagante e scagliò un rasoterra di sinistro che Pantelić deviò in angolo; sugli sviluppi del corner, Domenghini tentava un tiro dalla distanza sulla cui traiettoria si trovava Riva che stoppava e spediva la palla in rete aprendo le marcature per l'Italia. 
Roberto Rosato commise poi un fallo su Idriz Hošić e, al successivo calcio di punizione di Džajić, Musemić colpì di testa ma la palla finì a lato. Al 31' Domenghini servì De Sisti che confezionò un assist per Anastasi il quale, dal limite dell’area, alzò la palla con il destro e subito dopo sempre con il destro la colpì al volo, segnando il gol del raddoppio con una traiettoria forte e molto angolata. Nel secondo tempo, su calcio di punizione, Mazzola crossava a centro area e Pantelić, in uscita, mancava la presa lasciando cadere il pallone: Anastasi segnava in tap-in ma sia lui che Riva furono considerati in fuorigioco e il gol fu annullato. Pantelić mancò poi un altro cross di Mazzola ma il tiro di Riva finì alto sopra la traversa. Il triplice fischio sanciva così la vittoria per 2-0 dell’Italia che conquistava così il suo primo titolo europeo.

### Tabellino
| Arbitro: | Ortiz de Mendíbil |

|                       |           |  |
| Riva 12’ Anastasi 31’ | Marcatori |  |

| Italia | Jugoslavia |

|                      |    |                    |  |
|                      |    |                    |  |
| P                    | 22 | Dino Zoff          |  |
| D                    | 5  | Tarcisio Burgnich  |  |
| D                    | 10 | Giacinto Facchetti |  |
| D                    | 12 | Aristide Guarneri  |  |
| D                    | 19 | Roberto Rosato     |  |
| D                    | 20 | Sandro Salvadore   |  |
| C                    | 8  | Giancarlo De Sisti |  |
| C                    | 15 | Sandro Mazzola     |  |
| A                    | 2  | Pietro Anastasi    |  |
| A                    | 9  | Angelo Domenghini  |  |
| A                    | 17 | Luigi Riva         |  |
| Allenatore:          |    |                    |  |
| Ferruccio Valcareggi |    |                    |  |

|             |    |                   |  |
|             |    |                   |  |
| P           | 1  | Ilija Pantelić    |  |
| D           | 2  | Mirsad Fazlagić   |  |
| D           | 5  | Blagoje Paunović  |  |
| D           | 6  | Dragan Holcer     |  |
| D           | 3  | Milan Damjanović  |  |
| C           | 21 | Dobrivoje Trivić  |  |
| C           | 15 | Miroslav Pavlović |  |
| C           | 16 | Jovan Aćimović    |  |
| A           | 22 | Idriz Hošić       |  |
| A           | 9  | Vahidin Musemić   |  |
| A           | 11 | Dragan Džajić     |  |
| Allenatore: |    |                   |  |
| Rajko Mitić |    |                   |  |